# Sport Club Fortuna Köln 2014-2015
Questa voce raccoglie le informazioni riguardanti lo Sport Club Fortuna Köln nelle competizioni ufficiali della stagione 2014-2015.

## Stagione
Nella stagione 2014-2015 il Fortuna Colonia, allenato da Uwe Koschinat, concluse il campionato di 3. Liga al 14º posto.

## Rosa
| N. |                                 | Ruolo | Calciatore           |
| -- | ------------------------------- | ----- | -------------------- |
| 1  | Germania (bandiera)             | P     | André Poggenborg     |
| 2  | Germania (bandiera)             | D     | Tobias Fink          |
| 3  | Germania (bandiera)             | D     | Daniel Flottmann     |
| 4  | Mozambico (bandiera)            | D     | Boné Uaferro         |
| 5  | Germania (bandiera)             | C     | Markus Pazurek       |
| 7  | Germania (bandiera)             | C     | Michael Kessel       |
| 8  | Bosnia ed Erzegovina (bandiera) | C     | Dino Bišanović       |
| 9  | Turchia (bandiera)              | A     | Ercan Aydogmus       |
| 10 | Germania (bandiera)             | A     | Thiemo-Jérôme Kialka |
| 11 | Germania (bandiera)             | C     | Sascha Marquet       |
| 12 | Germania (bandiera)             | P     | Alexander Monath     |
| 13 | Germania (bandiera)             | A     | Johannes Rahn        |
| 14 | Germania (bandiera)             | A     | Marco Ban            |
| 15 | Germania (bandiera)             | A     | Marko Stojanović     |
| 16 | Ghana (bandiera)                | D     | Kusi Kwame           |

| N. |                      | Ruolo | Calciatore          |
| -- | -------------------- | ----- | ------------------- |
| 17 | Germania (bandiera)  | D     | Dennis Engelmann    |
| 18 | Brasile (bandiera)   | C     | Cauly               |
| 19 | Turchia (bandiera)   | C     | Ozan Yilmaz         |
| 20 | Germania (bandiera)  | C     | Julius Biada        |
| 21 | Germania (bandiera)  | P     | Pascal Wichmann     |
| 22 | Germania (bandiera)  | D     | Florian Hörnig      |
| 23 | Germania (bandiera)  | D     | Jan-André Sievers   |
| 28 | Germania (bandiera)  | C     | Lars Bender         |
| 29 | Germania (bandiera)  | C     | Andreas Glockner    |
| 30 | Tunisia (bandiera)   | C     | Hamdi Dahmani       |
| 31 | Germania (bandiera)  | C     | Thomas Kraus        |
| 33 | Italia (bandiera)    | P     | Antonio Vella       |
| 34 | Danimarca (bandiera) | C     | Kristoffer Andersen |
|    | Germania (bandiera)  | C     | Dominik Schütz      |

## Organigramma societario
Area tecnica
- Allenatore: Uwe Koschinat
- Allenatore in seconda: Massimo Cannizzaro, Koray Gökkurt
- Preparatore dei portieri: Michael Hafkemeyer
- Preparatori atletici: Christian Osebold

## Calciomercato

### Sessione estiva
| Acquisti | Acquisti         | Acquisti             | Acquisti |
| R.       | Nome             | da                   | Modalità |
| -------- | ---------------- | -------------------- | -------- |
| A        | Marco Ban        | Colonia II           |          |
| C        | Lars Bender      | Eintracht Treviri    |          |
| D        | Dennis Engelmann | Bayer Leverkusen II  |          |
| D        | Leon Heine       | Bayer Leverkusen U19 |          |
| C        | Daniel Isken     | Fortuna Colonia U19  |          |
| C        | Sascha Marquet   | Alemannia Aquisgrana |          |
| A        | Johannes Rahn    | Arminia Bielefeld    |          |
| D        | Boné Uaferro     | Schalke 04 II        |          |

| Cessioni | Cessioni              | Cessioni           | Cessioni |
| R.       | Nome                  | a                  | Modalità |
| -------- | --------------------- | ------------------ | -------- |
| C        | Daniel Isken          | Bergisch Gladbach  |          |
| C        | Stipe Batarilo-Cerdic | Sportfreunde Lotte |          |
| C        | Frederic Brill        | Waldhof Mannheim   |          |
| D        | Nils Dübbert          | VdS Nievenheim     |          |
| C        | Tobias Steffen        | Rot-Weiss Essen    |          |

### Sessione invernale
| Acquisti | Acquisti         | Acquisti  | Acquisti |
| R.       | Nome             | da        | Modalità |
| -------- | ---------------- | --------- | -------- |
| C        | Andreas Glockner | Osnabrück |          |
| C        | Julius Biada     | Darmstadt |          |

| Cessioni | Cessioni        | Cessioni     | Cessioni |
| R.       | Nome            | a            | Modalità |
| -------- | --------------- | ------------ | -------- |
| D        | Sebastian Zinke | Colonia II   |          |
| D        | Leon Heine      | Uerdingen 05 |          |
| C        | Oliver Laux     | Coblenza     |          |

## Risultati

### 3. Liga

#### Girone di andata
| Arbitro: | Dietz |

|                       |           |             |
| Rühle 41’ Senesie 73’ | Marcatori | 22’ Pazurek |

| Arbitro: | Mix |

|                         |           |                             |
| Aydogmus 12’ Kessel 54’ | Marcatori | 26’ Gärtner 81’ (rig.) Weil |

| Arbitro: | Siewer |

|  |           |                   |
|  | Marcatori | 33’ Fink 41’ Rahn |

| Arbitro: | Rohde |

|              |           |                      |
| Aydogmus 70’ | Marcatori | 53’, 62’ (rig.) Fink |

| Arbitro: | Kempter |

|                   |           |  |
| Mast 13’ Klos 27’ | Marcatori |  |

| Arbitro: | Göpferich |

|  |           |           |
|  | Marcatori | 74’ Menga |

| Arbitro: | Schult |

|  |           |                   |
|  | Marcatori | 52’ (rig.) Janjić |

| Arbitro: | Sather |

|                         |           |  |
| Fennell 40’ Badiane 66’ | Marcatori |  |

| Arbitro: | Günsch |

|                    |           |  |
| Rahn 15’ Kraus 77’ | Marcatori |  |

| Arbitro: | Schriever |

|  |           |               |
|  | Marcatori | 53’, 90’ Rahn |

| Arbitro: | Reichel |

|            |           |  |
| Kessel 30’ | Marcatori |  |

| Arbitro: | Göpferich |

|                                              |           |           |
| Holzhauser 34’ (rig.) Ginczek 38’ Lovrić 87’ | Marcatori | 50’ Kraus |

| Arbitro: | Heft |

|                   |           |  |
| Rahn 8’, 72’, 83’ | Marcatori |  |

| Dresda 18 ottobre 2014, ore 14:00 CEST 14ª giornata | Dinamo Dresda | 0 – 0 referto | Fortuna Colonia | Stadion Dresden (23 811 spett.)\| Arbitro: \| Jöllenbeck \| |
| Arbitro:                                            | Jöllenbeck    |               |                 |                                                             |

| Arbitro: | Alt |

|            |           |            |
| Dahmani 3’ | Marcatori | 87’ Krohne |

| Arbitro: | Schlager |

|                        |           |             |
| Möhwald 27’ Wiegel 73’ | Marcatori | 23’ Dahmani |

| Colonia 9 novembre 2014, ore 14:00 CET 17ª giornata | Fortuna Colonia | 0 – 0 referto | Holstein Kiel | Südstadion (1 889 spett.)\| Arbitro: \| Kempkes \| |
| Arbitro:                                            | Kempkes         |               |               |                                                    |

| Arbitro: | Thomsen |

|  |           |           |
|  | Marcatori | 84’ Kraus |

| Arbitro: | Dittrich |

|             |           |  |
| Marquet 27’ | Marcatori |  |

#### Girone di ritorno
| Arbitro: | Koslowski |

|                                          |           |  |
| Rahn 31’ Kessel 66’ Kialka 82’ Cauly 90’ | Marcatori |  |

| Arbitro: | Siewer |

|          |           |             |
| Weil 45’ | Marcatori | 37’ Dahmani |

| Arbitro: | Waschitzki-Günther |

|                           |           |                  |
| Rahn 6’ (rig.) Kialka 44’ | Marcatori | 7’, 38’ Furuholm |

| Arbitro: | Kampka |

|                                 |           |          |
| Endres 23’ Türpitz 26’ Fink 88’ | Marcatori | 28’ Rahn |

| Arbitro: | Göpferich |

|                                   |           |  |
| Glockner 28’ Dahmani 52’ Rahn 79’ | Marcatori |  |

| Arbitro: | Jablonski |

|  |           |             |
|  | Marcatori | 39’ Dahmani |

| Arbitro: | Ittrich |

|                  |           |  |
| Onuegbu 17’, 83’ | Marcatori |  |

| Arbitro: | Treiber |

|  |           |                                      |
|  | Marcatori | 19’ (rig.) Marchese 32’ Edwini-Bonsu |

| Arbitro: | Kinhöfer |

|             |           |              |
| Abelski 48’ | Marcatori | 20’ Aydogmus |

| Colonia 14 marzo 2015, ore 14:00 CET 29ª giornata | Fortuna Colonia | 0 – 0 referto | Borussia Dortmund II | Südstadion (1 888 spett.)\| Arbitro: \| Günsch \| |
| Arbitro:                                          | Günsch          |               |                      |                                                   |

| Arbitro: | Bokop |

|                                                |           |  |
| Ruprecht 24’ (rig.) Bickel 29’, 88’ Savran 33’ | Marcatori |  |

| Arbitro: | Jöllenbeck |

|  |           |            |
|  | Marcatori | 78’ Eisele |

| Arbitro: | Sather |

|            |           |            |
| Michel 20’ | Marcatori | 36’ Kialka |

| Arbitro: | Schult |

|               |           |  |
| Engelmann 28’ | Marcatori |  |

| Arbitro: | Kempkes |

|               |           |  |
| Reichwein 42’ | Marcatori |  |

| Arbitro: | Storks |

|                          |           |                          |
| Flottmann 38’ Hörnig 45’ | Marcatori | 17’ Kammlott 31’ Möhwald |

| Arbitro: | Badstübner |

|                                            |           |  |
| Schäffler 19’, 57’ Heider 81’ Vendelbo 84’ | Marcatori |  |

| Arbitro: | Jöllenbeck |

|                       |           |            |
| Marquet 57’ Cauly 61’ | Marcatori | 75’ Blacha |

| Arbitro: | Göpferich |

|                                      |           |  |
| Pusch 43’ Güntner 45’ Hesse 53’, 56’ | Marcatori |  |

## Statistiche

### Statistiche di squadra
| Competizione | Punti | In casa | In casa | In casa | In casa | In casa | In casa | In trasferta | In trasferta | In trasferta | In trasferta | In trasferta | In trasferta | Totale | Totale | Totale | Totale | Totale | Totale | DR |
| Competizione | Punti | G       | V       | N       | P       | Gf      | Gs      | G            | V            | N            | P            | Gf           | Gs           | G      | V      | N      | P      | Gf     | Gs     | DR |
| ------------ | ----- | ------- | ------- | ------- | ------- | ------- | ------- | ------------ | ------------ | ------------ | ------------ | ------------ | ------------ | ------ | ------ | ------ | ------ | ------ | ------ | -- |
| 3. Liga      | 46    | 19      | 8       | 6       | 5       | 25      | 15      | 19           | 4            | 4            | 11           | 13           | 32           | 38     | 12     | 10     | 16     | 38     | 47     | -9 |
| Totale       | 46    | 19      | 8       | 6       | 5       | 25      | 15      | 19           | 4            | 4            | 11           | 13           | 32           | 38     | 12     | 10     | 16     | 38     | 47     | -9 |

### Andamento in campionato
| Giornata  | 1  | 2  | 3 | 4  | 5  | 6  | 7  | 8  | 9  | 10 | 11 | 12 | 13 | 14 | 15 | 16 | 17 | 18 | 19 | 20 | 21 | 22 | 23 | 24 | 25 | 26 | 27 | 28 | 29 | 30 | 31 | 32 | 33 | 34 | 35 | 36 | 37 | 38 |
| --------- | -- | -- | - | -- | -- | -- | -- | -- | -- | -- | -- | -- | -- | -- | -- | -- | -- | -- | -- | -- | -- | -- | -- | -- | -- | -- | -- | -- | -- | -- | -- | -- | -- | -- | -- | -- | -- | -- |
| Luogo     | T  | C  | T | C  | T  | C  | C  | T  | C  | T  | C  | T  | C  | T  | C  | T  | C  | T  | C  | C  | T  | C  | T  | C  | T  | T  | C  | T  | C  | T  | C  | T  | C  | T  | C  | T  | C  | T  |
| Risultato | P  | N  | V | P  | P  | P  | P  | P  | V  | V  | V  | P  | V  | N  | N  | P  | N  | V  | V  | V  | N  | N  | P  | V  | V  | P  | P  | N  | N  | P  | P  | N  | V  | P  | N  | P  | V  | P  |
| Posizione | 12 | 14 | 7 | 13 | 16 | 18 | 18 | 19 | 19 | 16 | 13 | 14 | 12 | 13 | 13 | 14 | 13 | 13 | 12 | 11 | 11 | 11 | 12 | 11 | 9  | 10 | 10 | 10 | 13 | 13 | 14 | 14 | 13 | 14 | 13 | 14 | 13 | 14 |

Legenda:

Luogo: C = Casa; T = Trasferta. Risultato: V = Vittoria; N = Pareggio; P = Sconfitta.

### Statistiche dei giocatori
| K. Andersen   | 13 | 0  | 8  | 0 |
| E. Aydogmus   | 29 | 3  | 1  | 0 |
| M. Ban        | 2  | 0  | 0  | 0 |
| L. Bender     | 14 | 0  | 1  | 0 |
| J. Biada      | 14 | 0  | 4  | 1 |
| D. Bišanović  | 4  | 0  | 1  | 0 |
| C. Cauly      | 28 | 2  | 0  | 0 |
| H. Dahmani    | 34 | 5  | 6  | 0 |
| D. Engelmann  | 22 | 1  | 3  | 0 |
| T. Fink       | 24 | 1  | 11 | 1 |
| D. Flottmann  | 10 | 1  | 2  | 1 |
| A. Glockner   | 13 | 1  | 5  | 0 |
| L. Heine      | 0  | 0  | 0  | 0 |
| F. Hörnig     | 32 | 1  | 7  | 0 |
| M. Kessel     | 25 | 3  | 7  | 0 |
| T. Kialka     | 19 | 3  | 4  | 0 |
| T. Kraus      | 35 | 3  | 5  | 0 |
| K. Kwame      | 31 | 0  | 5  | 0 |
| O. Laux       | 9  | 0  | 0  | 0 |
| S. Marquet    | 23 | 2  | 3  | 0 |
| A. Monath     | 2  | 0  | 0  | 0 |
| M. Pazurek    | 27 | 1  | 13 | 0 |
| A. Poggenborg | 36 | 0  | 2  | 0 |
| J. Rahn       | 31 | 11 | 2  | 1 |
| D. Schütz     | 0  | 0  | 0  | 0 |
| J. Sievers    | 10 | 0  | 4  | 0 |
| M. Stojanovic | 1  | 0  | 0  | 0 |
| B. Uaferro    | 31 | 0  | 3  | 0 |
| A. Vella      | 0  | 0  | 0  | 0 |
| P. Wichmann   | 0  | 0  | 0  | 0 |
| O. Yilmaz     | 2  | 0  | 0  | 0 |
| S. Zinke      | 6  | 0  | 0  | 0 |